# Perón, sinfonía del sentimiento
Pour plus de détails, voir Fiche technique et Distribution.
Perón, sinfonía del sentimiento est un film documentaire réalisé en 1999 par Leonardo Favio et relatant l'histoire du péronisme. Sur décision du directeur, il ne fut pas diffusé commercialement, mais gratuitement lors de l'avant première le 6 janvier 2000 au cinéma Atlas Recoleta. Le film est dédié a l'ex-président Héctor J. Cámpora, au chanteur Hugo del Carril, au peintre Ricardo Carpani (es) et à l'écrivain et journaliste Rodolfo Walsh, ainsi qu'aux « travailleurs, aux étudiants, au Grupo Cine Liberación : Fernando Solanas, Gerardo Vallejo (es) et Octavio Getino ».
En 2009, Página/12 en a publié une version en quatre DVDs de 7 chapitres, sauf le dernier qui n'en a que 5.

## Synopsis
Les fait sont relatés à partir de 1916 dans le contexte de la première guerre mondiale, la révolution russe et l'élection du premier président élu démocratiquement en Argentine : Hipólito Yrigoyen. Le film décrit ensuite l'évolution politique de Juan Perón en 1943 en tant que secrétaire du travail et prévision, et vice-président du gouvernement militaire (connus sont le nom de Révolution de 43) puis son accession au poste de président à la suite d'un processus démocratique en 1946. Plusieurs chapitres sont dédiés à la description des réformes entreprises par le gouvernement Peron, ainsi qu'au style de gouvernance et la politique internationale. Eva Duarte de Perón partage le protagonisme du film, à travers ses discours et le rôle de sa fondation.

## Fiche technique
- Titre : Perón, sinfonía del sentimiento
- Réalisation : Leonardo Favio
- Scénario : Catulo Castillo et Leonardo Favio
- Narration : Martín Andrade
- Musique : Eduardo Falú, Pocho Leyes et Iván Wyszogrod
- Montage : Paola Amor et Alberto Ponce
- Production : Javier Leoz
- Pays :  Argentine
- Genre : Documentaire
- Durée : 340 minutes
- Dates de sortie : 
  -  Argentine : 1999